# Clara Thalmann
Clara Thalmann, nata Ensner (Basilea, 24 settembre 1908 – Nizza, 27 gennaio 1987), è stata una giornalista e anarchica svizzera, combattente nella guerra civile spagnola.
Durante la seconda guerra mondiale aiutò in Francia a nascondere i rifugiati ebrei. Dopo la guerra, sostenne una serie di cause politiche, ma alla fine abbandonò l'attivismo politico, trasferendosi in Costa Azzurra per aprire una pensione. 

## Biografia
Clara Ensner nacque a Basilea nel 1908  in una famiglia operaia di dieci figli. I suoi genitori, Elisa Margaretha Thudium e Friedrich Franz Ensner,  provenivano da un ambiente socialdemocratico. Suo padre era un internazionalista tedesco, che si era rifugiato in Svizzera per non dover prendere parte alla guerra di Prussia del 1870 contro la Francia. All'età di 14 anni, dopo essersi diplomata, si trasferì da casa perché trovava suo padre troppo autoritario, e lavorò come cameriera e orologiaia a Leysin, Neuchâtel e Ginevra. Nel 1918 prese la tessera del Partito Comunista Svizzero.

### Tra Basilea e Parigi
Nel 1925 si recò illegalmente a Parigi, trovò lavoro in una fabbrica di metalli, vivendo li grazie al certificato di nascita di una collega anarchica.20 Si unì alla gioventù del PCF parigino. Thalmann lavorò per il giornale comunista francese L'Humanité e ruppe con il marxismo ortodosso nel periodo del 1924 con la morte di Lenin e l'ascesa dello stalinismo nel 1928. Un anno più tardi, nel 1929, tornò a Basilea dove incontrò il suo futuro marito, Paul Thalmann, anch'egli nato a Basilea e che aveva studiato per quattro anni a Mosca, da dove era tornato disilluso e si era unito al gruppo dissidente di Sciaffusa. In quella località Clara Thalmann diresse il giornale Arbeiter-Zeitung. Nel 1929, i due furono espulsi dal Partito Comunista a causa della loro opposizione alla linea del partito e in seguito divennero attivi nei circoli trotskisti e antistalinisti.
Clara e Paul si sposarono a Basilea nel 1931. Nello stesso anno fu proclamata la Seconda Repubblica in Spagna e i due intrapresero un viaggio di cinque mesi attraverso il paese. Tornarono a Basilea attraverso il Nord Africa e l'Italia. Dopo la presa del potere da parte di Hitler, Thalmann contrabbandò attraverso il confine con la Germania scritti vietati stampati in Svizzera. Nel 1934 si unì al trotskista MAS (Azione Marxista della Svizzera), che nel 1935 passò al PS di Basilea e divenne parte dell'ala sinistra del partito. Thalmann era membro del Club svizzero di nuoto dei lavoratori e si recò a Barcellona per le Olimpiadi del popolo nel 1936 come suo delegato.

### Guerra civile spagnola
Un giorno prima dell'apertura delle Olimpiadi del Popolo, il 17 luglio 1936, i generali vicini a Francisco Franco organizzarono un colpo di stato in Spagna e scoppiò la guerra civile spagnola. Thalmann non era ancora in Spagna in quel momento, raggiunse il confine solo il 18 luglio, dove incontrò le milizie della CNT. La lasciarono passare senza problemi. A causa dello sciopero generale indetto dai partiti di sinistra e dai sindacati, tutti i trasporti pubblici erano fuori servizio. Insieme ad altri due abitanti di Basilea che aveva incontrato per caso, riuscì a guidare da Port-Bou a Sant Feliu de Guíxols con l'auto privata di un uomo d'affari francese. Su questo percorso, furono controllati più volte dalle milizie. Raggiunsero comunque Barcellona. Thalmann ricevette più volte un trattamento preferenziale in Spagna a causa dei suoi capelli biondi, così Paul poté entrare in Spagna perché i miliziani al confine si ricordavano di sua moglie. Riuscì a recarsi a Barcellona su un camion della milizia.
Allo scoppio della guerra civile l'evento olimpico venne soppresso e lei si trovò a combattere sulle barricate durante la battaglia di Barcellona. Già simpatizzante della sinistra antistalinista, si unì al Partito dei Lavoratori di Unificazione Marxista (POUM) e contribuì a produrne le trasmissioni in lingua tedesca.
Si arruolò poi tra gli anarco-sindacalisti della Colonna Durruti, che andò a combattere sul fronte aragonese.  Prese rapidamente contatto con altri volontari antifascisti europei, formando il Gruppo Internazionale della Colonna Durruti. Era una delle poche donne straniere che combatterono in prima linea,  si stimava che appena il 2% dei combattenti in prima linea nelle milizie confederali fossero donne. In seguito scrisse che "a malapena si considerava una pioniera o addirittura una femminista".
Ben presto rimase delusa dalle lotte intestine che osservava tra le file degli anarchici spagnoli, gravitando invece verso i comunisti, che vedeva come più organizzati. All'inizio del 1937 lasciò la Colonna Durruti e tentò di unirsi alle Brigate Internazionali, ma fu respinta dal comando della brigata, che dichiarò che le donne "non avevano posto in un esercito professionale". Tornò rapidamente alla Colonna ma scoprì che, in sua assenza, anche le donne erano state epurate dai loro ranghi. Ma la sua esperienza nei combattimenti le permise di rimanere in prima linea, anche se ad altre donne volontarie venne negata la stessa opportunità dal voto dei miliziani maschi. 
Nell'aprile del 1937, tornò a gravitare verso il POUM, unendosi al "Battaglione d'assalto" del partito per un breve periodo. Rivolse poi la sua attenzione ai conflitti settari tra le varie fazioni trotskiste, contribuendo a stabilire buoni rapporti tra il POUM e i rifugiati antifascisti italiani, che erano in gran parte organizzati attorno ai bolscevichi-leninisti. Conobbe anche il gruppo anarchico Amici di Durruti,  che sosteneva fosse stato sotto la direzione del trotskista tedesco Hans Freund (alias "Moulin"). Víctor Alba e Stephen Schwartz contestarono la validità di questa accusa, sostenendo che era stata motivata da una "incredulità trotskista". 
Durante le giornate di maggio del 1937, Clara fu coinvolta nei combattimenti, ritrovandosi su un tetto con altri membri della milizia POUM, tra cui il giornalista inglese George Orwell. Dopo la vittoria delle forze del governo repubblicano, Thalmann e suo marito tentarono di fuggire dal paese in barca, ma furono catturati e imprigionati dal Partito Comunista di Spagna (PCE). In prigione cantavano canzoni popolari svizzere, cambiando alcuni versi per informarsi a vicenda sui loro interrogatori. I tribunali svizzeri condannarono Clara a una pena detentiva, dopo averla processata in contumacia per aver reclutato svizzeri per combattere in Spagna. A seguito di un appello dell'Internazionale Laburista e Socialista, la coppia fu rilasciata dalla loro prigione spagnola e decise di fuggire in Francia.

## Opere
- Clara Thalmann e Paul Thalmann, Revolution für die Freiheit Stationen e. polit. Kampfes Moskau, Madrid, Parigi (in tedesco) (2 ed.). Amburgo: Associazione Verlag, 1977 ISBN 978-3-880320-46-8
- Clara Thalmann e Pavel Thalmann, Combats pour la liberté, Mosca, Madrid, Parigi (in francese, tradotto da Caroline Darbon), Parigi, Spartacus; Baye, La digitale, 1983 ISBN 978-2-902963-00-3
- Clara Thalmann e Augustin Souchy, Die lange Hoffnung. Erinnerungen an ein anderes Spanien, (in tedesco), Grafenau: Trotzdem-Verlag, 1985 ISBN 3-922209-54-8